# 菲茨贝克
菲茨贝克是德国石勒苏益格－荷尔斯泰因州的一个市镇。总面积10.24平方公里，总人口367人，其中男性184人，女性183人（2011年12月31日），人口密度36人/平方公里。